# Одрикур
Одрикур (фр. Haudricourt) је насеље и општина у северној Француској у региону Горња Нормандија, у департману Приморска Сена која припада префектури Дјеп.
По подацима из 2011. године у општини је живело 471 становника, а густина насељености је износила 15,71 становника/km². Општина се простире на површини од 29,98 km². Налази се на средњој надморској висини од 146 метара (максималној 240 m, а минималној 125 m).

## Демографија
| 1962. | 1968. | 1975. | 1982. | 1990. | 1999. | 2011. |
| ----- | ----- | ----- | ----- | ----- | ----- | ----- |
| 450   | 538   | 491   | 456   | 443   | 443   | 471   |

График промене броја становника у току последњих година